# Вулиця Валентини Крицак
Валентини Крицак — вулиця, що розташована в Дніпровському районі Херсона. Бере початок від вулиці Перекопської та закінчується, не претинаючи вулицю Ілюши Кулика. 

Довжина вулиці становить 1 км 100 м.